# Йоханнессен, Рольф
Рольф Йоха́ннессен (норв. Rolf Johannessen}; 15 марта 1910, Фредрикстад — 2 февраля 1965) — норвежский футболист и футбольный тренер, играл на позиции защитника. Участник чемпионата мира 1938 года.

## Биография

### Клубная карьера
В течение шести сезонов Йоханнессен играл за «Лислебю». В 1932 году отправился в Германию, где играл за «Пирмазенс». В 1935 году присоединился к «Фредрикстаду», в составе которого выиграл 2 чемпионских титула и 4 Кубка Норвегии. Вторая мировая война в ходе которой последовала оккупация Норвегии приостановила карьеру ряда футболистов, в том числе и Йоханнессена. После Второй мировой войны возобновил карьеру и в 1946 году ушёл из футбола.

### Карьера в сборной
Дебютировал за сборную Норвегии 21 июня 1931 года в товарищеском матче со сборной Германии — та встреча закончилась со счётом 2:2.
Входил в состав сборной Норвегии на чемпионате мира 1938 года, где сыграл в матче с действующими чемпионами мира сборной Италии — Норвегия проиграла 1:2 в дополнительное время. Всего за сборную Норвегии сыграл 20 матчей.

### Тренерская карьера
В 1960 году работал главным тренером «Фредрикстада», в котором также работал на управленческих должностях.

### Смерть
Скончался 2 февраля 1965 года в возрасте 54 лет.

## Достижения
«Фредрикстад»
- Чемпион Норвегии (2): 1937/38, 1938/39
- Обладатель Кубка Норвегии (4): 1935, 1936, 1939, 1940